# Ozia, Ioatam e Acaz

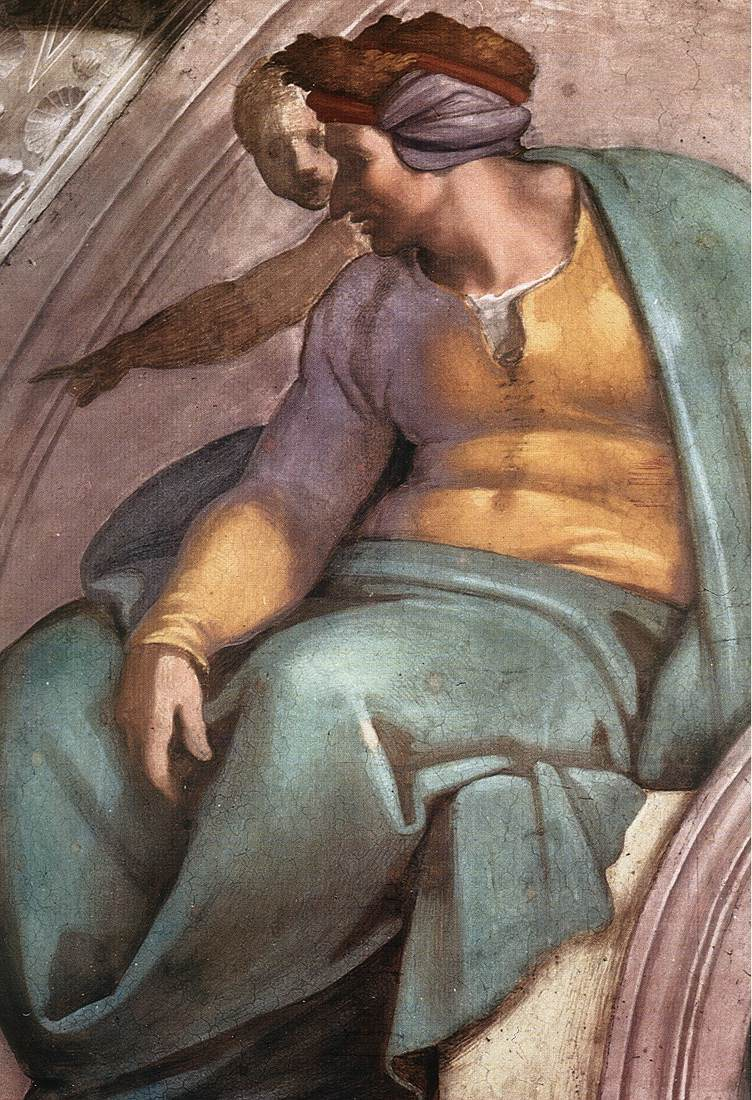
Dettaglio

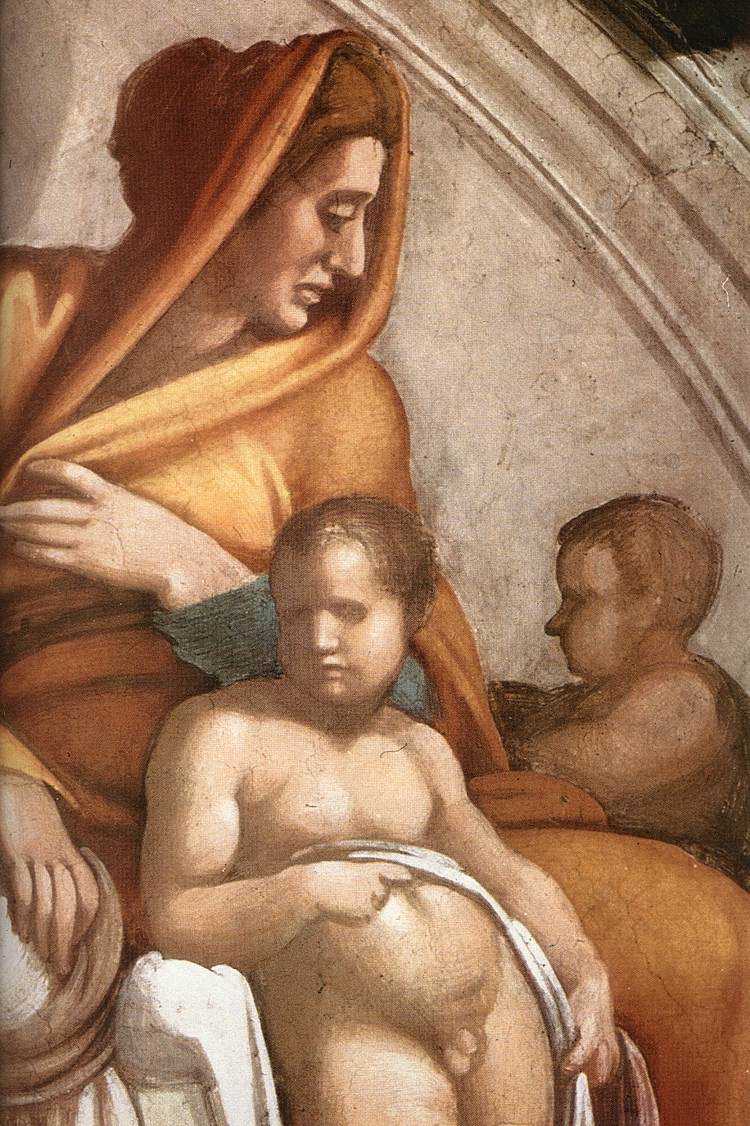
Dettaglio

La lunetta di Ozia, Ioatam e Acaz venne affrescata da Michelangelo Buonarroti nel 1508-1511 circa e fa parte della decorazione delle pareti della Cappella Sistina nei Musei Vaticani a Roma. Venne realizzata nell'ambito dei lavori alla decorazione della volta, commissionata da Giulio II.

## Storia
Le lunette, che contengono la serie degli Antenati di Cristo, furono realizzate, come il resto degli affreschi della volta, in due fasi, a partire dalla parete di fondo, opposta all'altare. Gli ultimi episodi da un punto di vista cronologico delle storie narrate furono quindi le prime a venire dipinte. 
Nell'estate del 1511 doveva essere terminata la prima metà della Cappella, richiedendo lo smontaggio del ponteggio e la sua ricostruzione nell'altra metà. La seconda fase, avviata nell'ottobre 1511, terminò un anno dopo, appena in tempo per la scopertura del lavoro la vigilia di Ognissanti del 1512.
Tra le parti più annerite della decorazione della cappella, le lunette furono restaurate con risultati stupefacenti entro il 1986.
La lunetta di Ozia, Ioatam e Acaz fu probabilmente l'ottava a essere dipinta.

## Descrizione e stile
Le lunette seguono la genealogia di Cristo del Vangelo di Matteo. Ozia, Ioatam e Acaz sono nella quarta lunetta della parete destra a partire dall'altare; uno dei tre personaggi, ma non si sa quale, è raffigurato nel gruppo familiare della vela soprastante. 
Essa è organizzata con un gruppo di figure su ciascuna metà, intervallato dal tabellone con i nomi dei protagonisti scritto in capitali romane: "OZIAS / IOATHAM / ACHAZ". 
I personaggi principali sono composti secondo una studiata simmetria, col volto rivolto verso l'esterno ma il busto girato in maniera frontale. 
L'uomo a sinistra è di solito identificato con Ioatham col figlio Acaz. Esso indossa un ampio mantello verde sopra una tunica gialla, con ombre violetto sulla spalla, dello stesso colore della cuffia che tiene in testa, fissata da nastri color porpora. Il suo atteggiamento è rilassato con un braccio abbandonato in grembo, mentre la testa fissa, con le labbra dischiuse, un punto che il fanciullo alle sue spalle gli sta indicando. 
La parte destra mostra un gruppo familiare con una donna attorniata da due fanciulli. Essa si sta chiudendo il mantello di un intenso color arancio, che predomina cromaticamente la scena. Il suo capo velato e l'atteggiamento grave rimandano a modelli della statuaria antica. Dei due fanciulli quello in primo piano è caratterizzato da un deciso risalto scultoreo e ricorda i genietti funerari dei sarcofagi romani: una figura molto simile per posa si trova tra gli "ignudi" nello sfondo del Tondo Doni (1506-1508 circa). L'altro fanciullo è in ombra e tratteggiato più sinteticamente, tanto che si è parlato di un "disegno fatto col pennello".
Le figure vennero dipinte con estrema rapidità e senza ripensamenti, escluso quello dietro la donna, trasformato poi in ombra. La stesura fu molto veloce, con pennellate liquide e trasparenti.

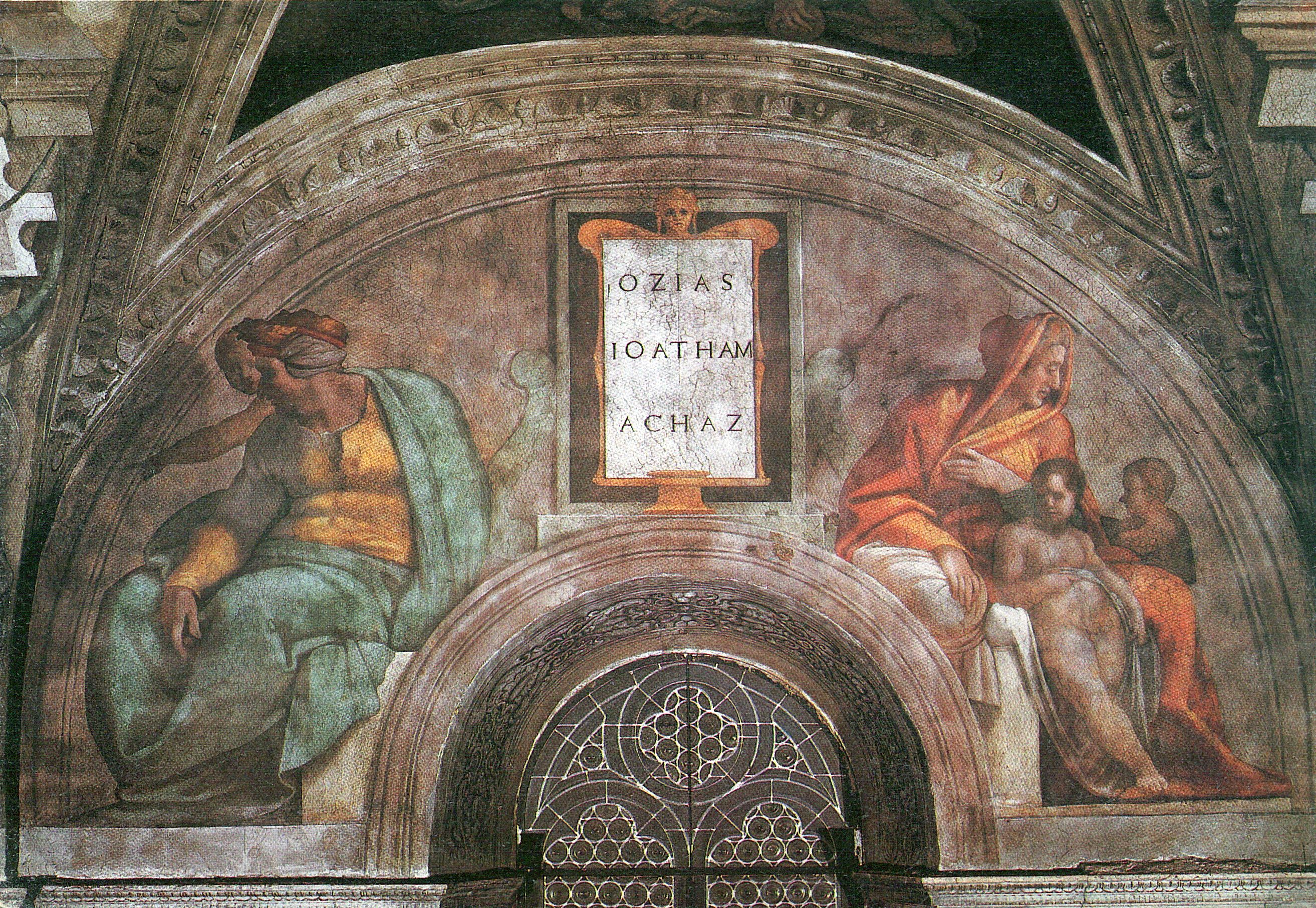
Prima del restauro